# Šeberov (tvrz)
Tvrz v Šeberově je zaniklé panské sídlo v Praze 4. Stála při hospodářském dvoře v ulici K Hrnčířům čp. 2.

## Historie
Roku 1382 byla ves v držení syna zemřelého Všebora ze Všeborova Michala. Od jména Všebor vznikl pozdější název vsi Šeberov.
Nejstarší zápis o zdejší tvrzi pochází z roku 1665 – „nově vystavěnou tvrz“ při poplužním dvoře prodal Norbert Michna z Vacínova královskému komořímu hraběti Leopoldu z Carretto-Millesima.
Roku 1670 ves koupila Alžběta Stirntzinová z Letošic. Poté se majitelé dvora často střídali. Roku 1704 dvůr koupil benediktinský klášter u svatého Mikuláše na Starém Městě pražském. Od roku 1728 byla ves částí statku Kunratice, které vlastnili svobodní páni z Golče.